# The Sun's Tirade
Albums de Isaiah Rashad
Cilvia Demo
(2014) The House Is Burning
(2021)
Singles
1. Free Lunch
Sortie : 7 août 2016

The Sun's Tirade est le premier album studio d'Isaiah Rashad, sorti le 2 septembre 2016 sur le label Top Dawg.

## Historique
Le 26 août 2016, Rashad révèle le titre de son premier album et sa date de sortie.
The Sun's Tirade est construit comme un album concept. Rashad y aborde des thèmes personnels comme l'abus de substances illicites, la dépression ou son combat contre l'alcoolisme. L'album se démarque également par son approche musicale car il mélange du hip-hop avec de la trap, du jazz, du neo soul et du hip-hop progressif.

## Réception
The Sun's Tirade est favorablement accueilli par la presse, obtenant un score de 80/100 sur le site Metacritic, basé sur onze critiques.
Andy Kellman de AllMusic résume dans une critique positive : « The Sun's Tirade est une affaire de la famille TDE depuis le début, avec Kendrick Lamar, SZA et Jay Rock, qui apportent tout leur soutien. La simple existence de l'album est une sorte de prouesse. Cela relève du standard élevé de la label, un composite fascinant de peine et de saleté à nul autre pareil ». Sheldon Pearce du site Pitchfork analyse que l'œuvre est « un portrait complexe d’un homme en transition. L'album est une évolution pour un artiste qui peut encore avoir son meilleur en magasin. Le développement et la maturation sont des thèmes qui se développent à la fois dans les paroles et dans la vie personnelle d’Isaiah Rashad. Ce chevauchement a donné lieu à l’un des plus grands disques de rééducation de mémoire récente, une collection de chansons à la fois diagnostiques et médicamenteuses ».

## Liste des pistes
Tous les titres sont écrits par Isaiah Rashad, exceptés ceux annotés.
| No  | Titre                                                 | Auteur                                          | Producteur(s)                | Durée |
| --- | ----------------------------------------------------- | ----------------------------------------------- | ---------------------------- | ----- |
| 1.  | where u at?                                           | - Isaiah McClain - David Friley                 | Dave Free                    | 0:44  |
| 2.  | 4r da Squaw                                           |                                                 | FrancisGotHeat               | 3:52  |
| 3.  | Free Lunch                                            |                                                 | Cam O'bi                     | 3:12  |
| 4.  | Rope // rosegold (featuring SiR)                      | - McClain - Sir Darryl Farris                   | - J. LBS. - The Antydote     | 4:43  |
| 5.  | Wat's Wrong (featuring Zacari et Kendrick Lamar)      | - McClain - Kendrick Duckworth - Zacari Pacaldo | - D. Sanders - Al B. Smoov   | 5:30  |
| 6.  | Park                                                  |                                                 | - Park Ave. - D. Sanders     | 2:53  |
| 7.  | Bday (featuring Deacon Blues et Kari Faux)            | - McClain - Kari Johnson                        | - Tiggi - Deacon Blues       | 3:52  |
| 8.  | Silkk da Shocka (featuring Syd)                       | - McClain - Steven Lacy-Moya - Sydney Bennett   | Steve Lacy                   | 2:46  |
| 9.  | Tity and Dolla (featuring Hugh Augustine et Jay Rock) | - McClain - Hugh Augustine - Johnny McKinzie    | - Crooklin - Pops            | 4:58  |
| 10. | Stuck in the Mud (featuring SZA)                      | - McClain - Solana Rowe                         | - D. Sanders - Crooklin      | 7:03  |
| 11. | A lot                                                 |                                                 | - Mike Will Made It - Pluss  | 3:25  |
| 12. | AA                                                    |                                                 | - DZONYBEATS - D. Sanders    | 3:30  |
| 13. | Dressed Like Rappers                                  |                                                 | DK the Punisher              | 3:26  |
| 14. | Don't Matter                                          |                                                 | - The Antydote - Carter Lang | 2:56  |
| 15. | Brenda                                                |                                                 | Calor                        | 4:10  |
| 16. | by george (outro)                                     |                                                 | Jowin                        | 3:18  |
| 17. | Find a Topic (homies begged)                          |                                                 | - Free P - J. LBS.           | 2:48  |

## Classements hebdomadaires
| Classement (2016)                   | Meilleure position |
| ----------------------------------- | ------------------ |
| Belgique (Flandre Ultratop)         | 78                 |
| États-Unis (Billboard 200)          | 17                 |
| États-Unis (Independent Albums)     | 3                  |
| États-Unis (Top R&B/Hip-Hop Albums) | 4                  |
| France (SNEP)                       | 199                |
| Nouvelle-Zélande (RIANZ)            | 23                 |
| Pays-Bas (Mega Album Top 100)       | 82                 |
| Royaume-Uni (UK Albums Chart)       | 116                |
| Suisse (Schweizer Hitparade)        | 62                 |